# Blahovičník kulatoplodý
Blahovičník kulatoplodý (Eucalyptus globulus), také nazývaný blahovičník australský, je neopadavý listnatý strom pocházející z Austrálie.

## Popis
Blahovičník kulatoplodý je velmi rychle rostoucí strom (roční přírůstek 3–10 metrů). V Austrálii dosahuje výšky až 65 metrů, v Evropě pak maximálně 45 metrů. Mladé exempláře mají kuželovitou korunu, starší mají kulový tvar, přičemž celek tvoří několik jednotlivých podkorun.
Kmen je většinou rovný a vysoký. Hladká kůra se samovolně odlupuje v dlouhých pruzích a tím zapříčiňuje, že kmen a všechny větve jsou poseté bělavými nebo barevnými skvrnami.
Větve jsou velmi křehké, u mladších jedinců jsou odstávající, u starších pak jsou strmě vztyčené.
Jedním ze základních znaků eukalyptu jsou listy, které v průběhu růstu mění svůj vzhled. U mladých stromů blahovičníku kulatoplodého jsou podlouhle oválné, vstřícné, zakončené do špičky, 10–15 cm dlouhé, modrozelené a na povrchu ojíněné, neboť jsou potažené vrstvičkou vosků. U starších stromů jsou úzké, střídavé, dlouhé až 30 cm, tmavozelené a kožovité.
Květy jsou umístěny na stromě jednotlivě, dle podmínek kvetou od října do listopadu. Mají miskovitý tvar. Tyčinky květu jsou bílé nebo načervenalé.
Plody jsou polokulovité tobolky až 3 cm velké.

## Původní a současný výskyt
Domovinou blahovičníku kulatoplodého je jihovýchodní Austrálie a také ostrov Tasmánie. Dnes je hojně vysazován například ve Středomoří, kde je používán k vysoušení vlhkých a bažinatých ploch. Hojně je také pěstován jako pokojová rostlina.

## Nároky
Nemá větší nároky na půdu, ale nemůže být pěstován v oblastech s chladnějšími zimami.

## Využití
Blahovičník kulatoplodý má v listech podobně jako jiné dřeviny z čeledi myrtovitých éterické oleje, které jsou využívány ve farmaceutickém průmyslu. Dřevo se používá ve stavebnictví a také v papírenském průmyslu.

## Zajímavosti
Rod blahovičník má více než 800 druhů a množství poddruhů a různých kultivarů. Na světě se mu málo dřevin může v tomto směru vyrovnat.

## Galerie

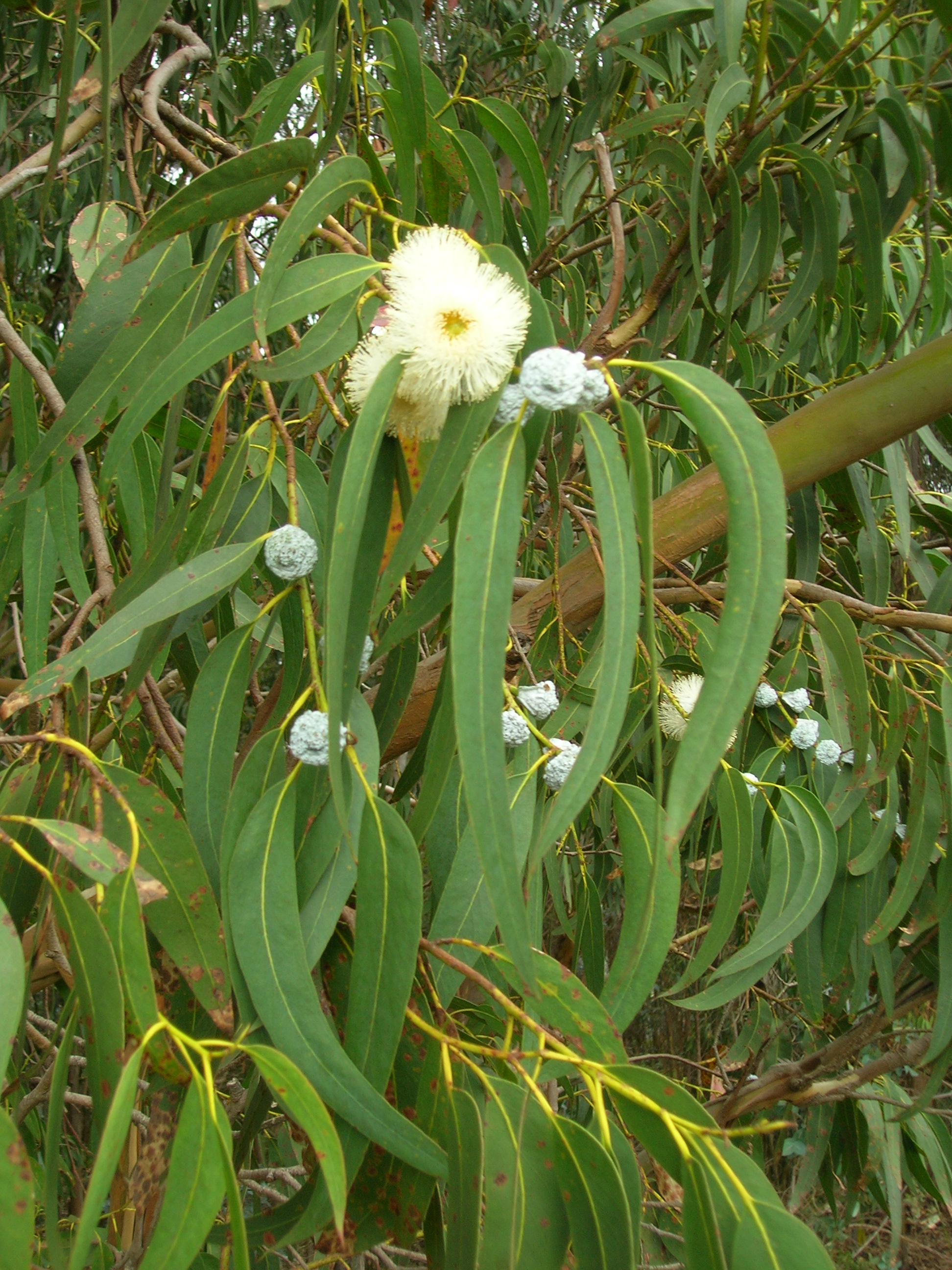
Listy a květenství
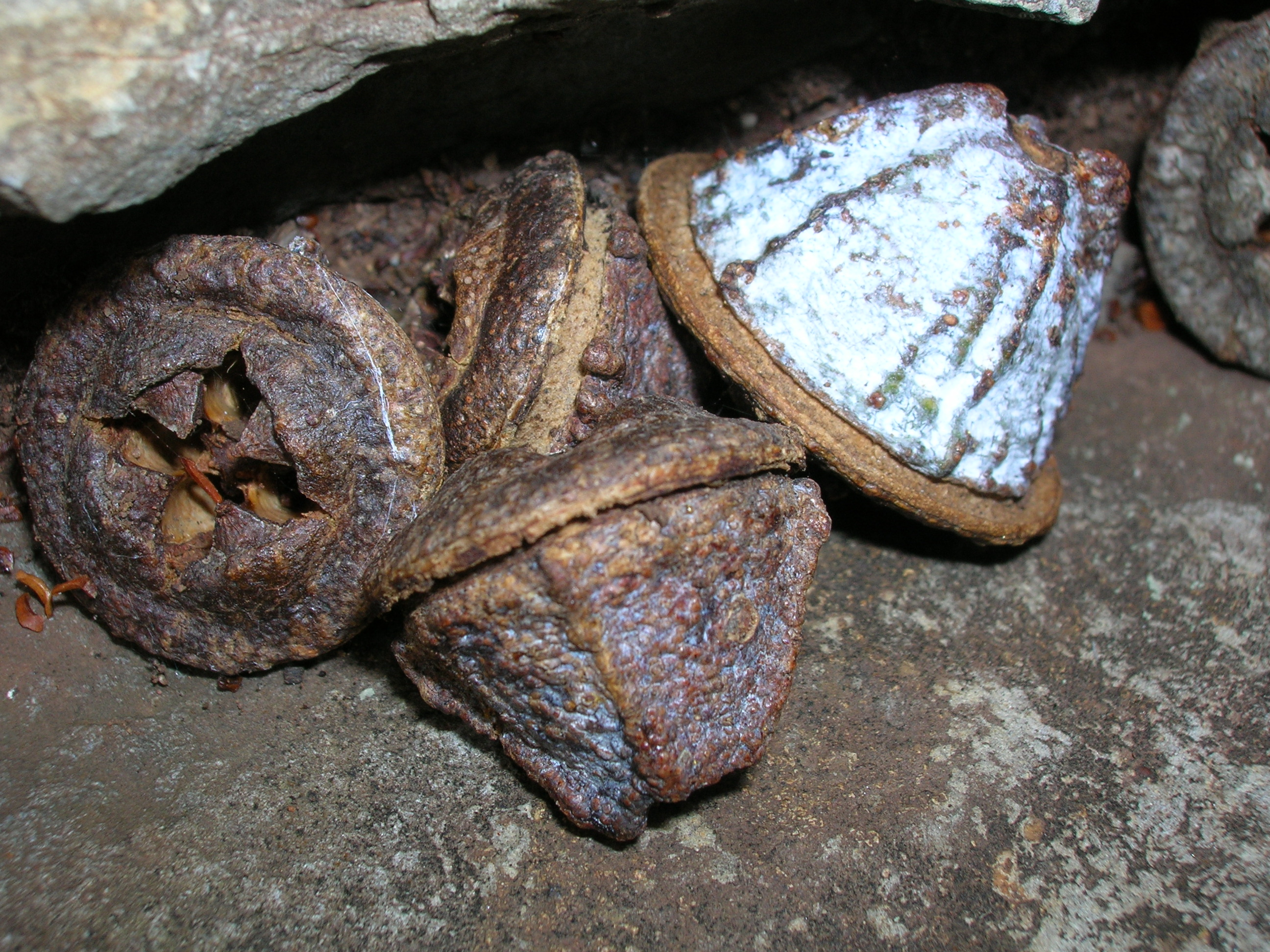
Opadané plody
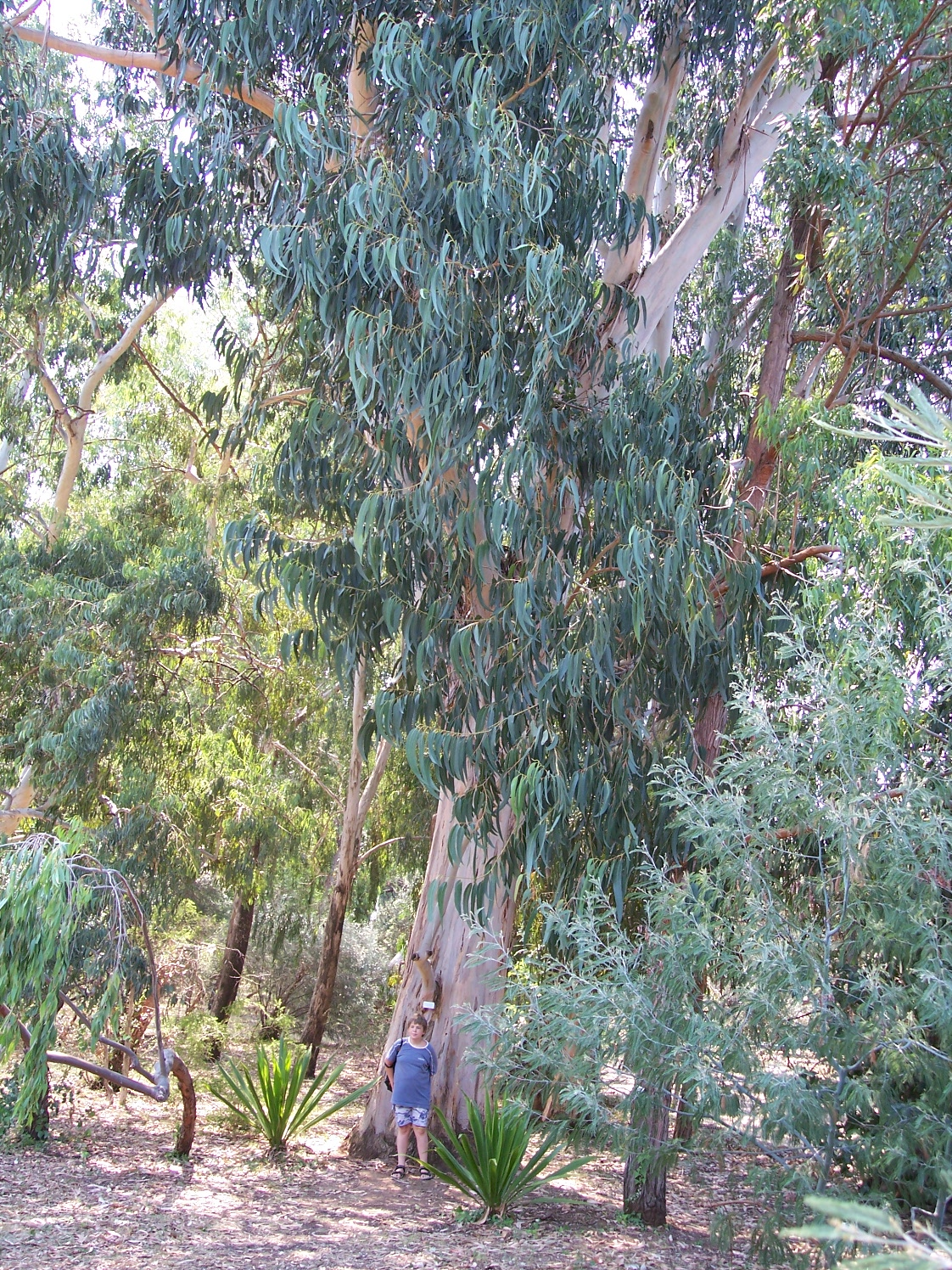
Vzhled stromu